# Liste der Baudenkmäler in Bischberg
Auf dieser Seite sind die Baudenkmäler in der oberfränkischen Gemeinde Bischberg zusammengestellt. Diese Tabelle ist eine Teilliste der Liste der Baudenkmäler in Bayern. Grundlage ist die Bayerische Denkmalliste, die auf Basis des Bayerischen Denkmalschutzgesetzes vom 1. Oktober 1973 erstmals erstellt wurde und seither durch das Bayerische Landesamt für Denkmalpflege geführt wird. Die folgenden Angaben ersetzen nicht die rechtsverbindliche Auskunft der Denkmalschutzbehörde.
 Diese Liste gibt den Fortschreibungsstand vom 1. Dezember 2023 wieder und enthält 43 Baudenkmäler.

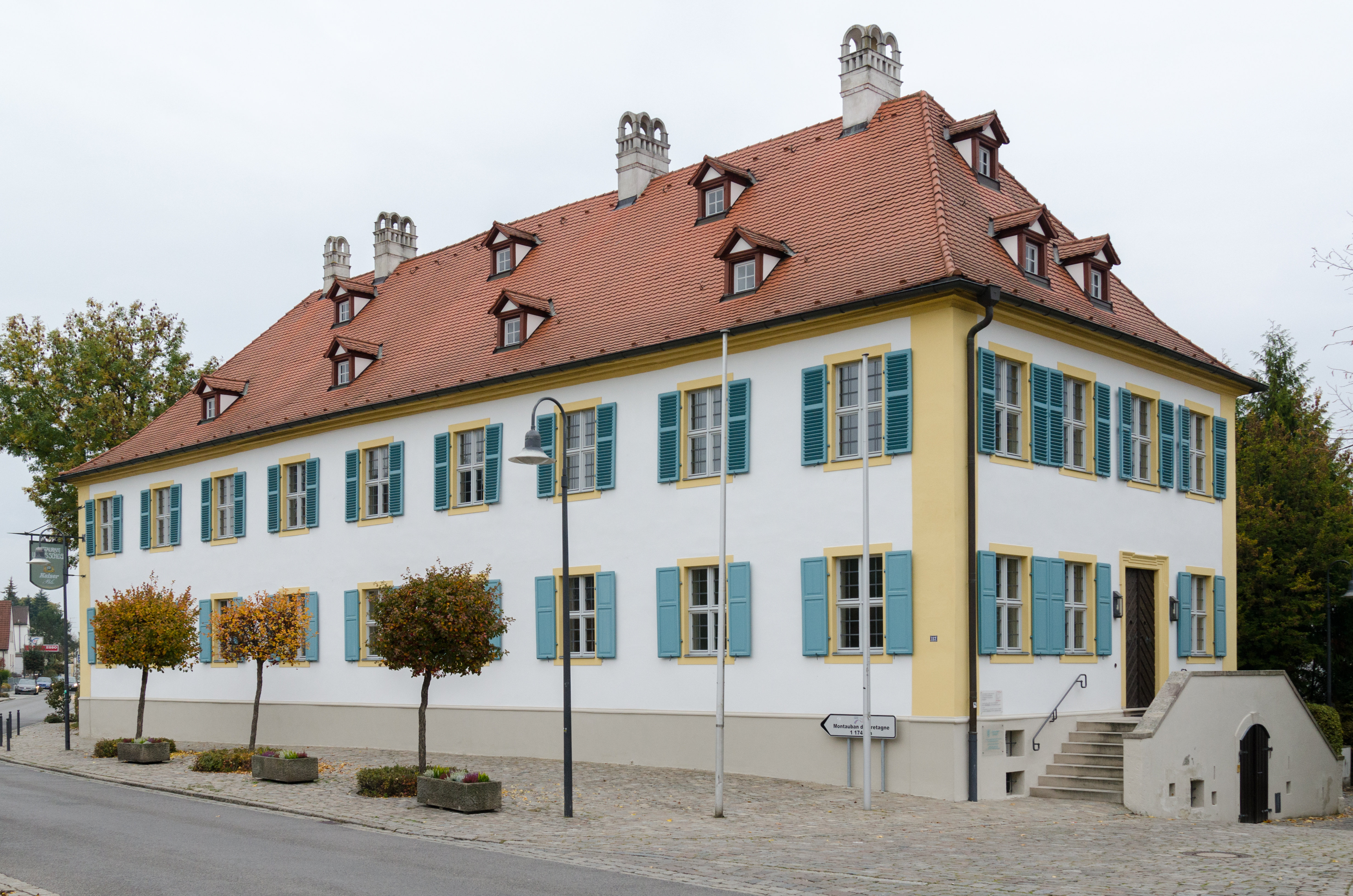
Bischberg, Ehemaliges Unteres Schloss

## Baudenkmäler nach Ortsteilen

### Bischberg
| Lage                                            | Objekt                                | Beschreibung | Akten-Nr.              | Bild                              |
| ----------------------------------------------- | ------------------------------------- | --- | ---------------------- | --------------------------------- |
| Bergstraße 3 (Standort)                         | Wohnhaus                              | Eingeschossiger Satteldachbau auf hohem Keller mit Lisenengliederung und verputztem Fachwerkgiebel, viertes Viertel 18. Jahrhundert                      | D-4-71-117-2 Wikidata  | weitere Bilder                    |
| Bergstraße 9 (Standort)                         | Pfarrhof                              | Zweigeschossiger Mansardwalmdachbau mit Ecklisenen und Geschossgesims, 1781; mit Ausstattung                                                             | D-4-71-117-3 Wikidata  | Pfarrhof                          |
| Bergstraße 9, Kirchberg 5 (Standort)            | Katholische Pfarrkirche St. Markus    | Dreigeschossiger Chorturm Ende 15./Anfang 16. Jahrhundert, Obergeschoss 1843, Reste des Langhauses im Langhausneubau integriert; mit Ausstattung         | D-4-71-117-1 Wikidata  | weitere Bilder                    |
| Fischerei 23 (Standort)                         | Ehemaliges Rathaus, jetzt Wohnhaus    | Zweigeschossiger Satteldachbau, im Obergeschoss Reste vom bauzeitlichen Fachwerk des späten 16./17. Jh., Erdgeschoss modern versteinert, Giebel verputzt | D-4-71-117-4 Wikidata  | weitere Bilder                    |
| Fischerei 27 (Standort)                         | Ehemaliges Judenhaus, dann Amtshaus   | Zweigeschossiger, giebelständiger Satteldachbau, verputztes Fachwerk, 17./18. Jahrhundert, mit Veränderungen des 19. Jahrhunderts                        | D-4-71-117-5 Wikidata  | weitere Bilder                    |
| Fischerei 36 (Standort)                         | Kleinhaus                             | Eingeschossiger, giebelständiger Satteldachbau, Fachwerkgiebel, 18. Jahrhundert                                                                          | D-4-71-117-6 Wikidata  | weitere Bilder                    |
| Hauptstraße (Standort)                          | Bildstock, sogenannte Pest-Marter     | Ionische Säule, vierseitiger Aufsatz und gestufter Bedachung, frühbarock, 17./18. Jahrhundert                                                            | D-4-71-117-7 Wikidata  | Bildstock, sogenannte Pest-Marter |
| Hauptstraße 13 (Standort)                       | Bildstock                             | Sandstein, korinthische Säule, vierseitiger Aufsatz mit Rundbogennischen und Muscheln, bekrönendes Steinkreuz, bezeichnet mit „1709“                     | D-4-71-117-16 Wikidata | Bildstock                         |
| Hauptstraße 47 (Standort)                       | Bauernhaus                            | Zweigeschossiger, giebelständiger Satteldachbau, Obergeschoss Fachwerk, erste Hälfte 18. Jahrhundert, Erdgeschoss massiv erneuert                        | D-4-71-117-8 Wikidata  | weitere Bilder                    |
| Hauptstraße 51 (Standort)                       | Hofanlage                             | Eingeschossiger Mansardwalmdachbau auf hohem Sockelgeschoss und rückwärtigem Anbau mit Satteldach                                                        | D-4-71-117-9 Wikidata  | weitere Bilder                    |
| Hauptstraße 51 (Standort)                       | Hofanlage                             | Terrasse mit zweiläufigem Treppenaufgang | D-4-71-117-9 zugehörig | weitere Bilder                    |
| Hauptstraße 51 (Standort)                       | Hofanlage                             | Hoftor, zwei Sandsteinpfosten; 18. Jahrhundert | D-4-71-117-9 zugehörig | weitere Bilder                    |
| Hauptstraße 53 (Standort)                       | Ehemaliges Oberes Schloss             | Zweigeschossiger Halbwalmdachbau, verputztes Sandsteinerdgeschoss und Fachwerkobergeschoss, Ende 18. Jahrhundert                                         | D-4-71-117-10 Wikidata | weitere Bilder                    |
| Hauptstraße 53 (Standort)                       | Kellerhaus                            | Mit Walmdach, 19. Jahrhundert | D-4-71-117-11 Wikidata | weitere Bilder                    |
| Hauptstraße 102 (Standort)                      | Kruzifix                              | Sogenanntes Ortskreuz, Schrifttafel, bezeichnet mit „1876“                                                                                               | D-4-71-117-12 Wikidata | weitere Bilder                    |
| Hauptstraße 104 (Standort)                      | Wohnhaus                              | Eingeschossiger Mansardhalbwalmdachbau mit Ecklisenen, spätes 18./19. Jahrhundert                                                                        | D-4-71-117-13 Wikidata | weitere Bilder                    |
| Hauptstraße 110 (Standort)                      | Wohnhaus                              | Zweigeschossiger Walmdachbau mit Hausteingliederung, verputzt, Ende 19. Jahrhundert                                                                      | D-4-71-117-38 Wikidata | weitere Bilder                    |
| Hauptstraße 112 (Standort)                      | Ehemaliges Unteres Schloss            | Zweigeschossiger Walmdachbau, Freitreppe, im Kern 17. Jahrhundert, 1743 Um- und Ausbau                                                                   | D-4-71-117-14 Wikidata | weitere Bilder                    |
| Hauptstraße 120 (Standort)                      | Kruzifix                              | Zweite Hälfte 19. Jahrhundert | D-4-71-117-15          | weitere Bilder                    |
| Kirchberg 5 (Standort)                          | Ehemaliges Schulhaus (Schwesternhaus) | Zweigeschossiger Walmdachbau, um 1830 | D-4-71-117-17 Wikidata | weitere Bilder                    |
| Kirchberg 5 (auf der Friedhofsmauer) (Standort) | Aufsatz eines Bildstocks              | mit Kielbogen und Kreuzigungsrelief, Steinkreuz, bezeichnet mit „1592“                                                                                   | D-4-71-117-19 Wikidata | weitere Bilder                    |
| Regnitzstraße 1 (Standort)                      | Bauernhaus                            | Zweigeschossiger Halbwalmdachbau, Obergeschoss und Giebel Fachwerk, 18. Jahrhundert, Erdgeschoss massiv verändert                                        | D-4-71-117-18 Wikidata | weitere Bilder                    |
| Bei Schulstraße 49 (Standort)                   | Kruzifix, sogenanntes Stiegelkreuz    | Holz, mit Blechverdachung, um 1800 | D-4-71-117-40 Wikidata | BW                                |

### Rothhof
| Lage                                                                                          | Objekt                                   | Beschreibung | Akten-Nr.              | Bild                                     |
| --------------------------------------------------------------------------------------------- | ---------------------------------------- | --- | ---------------------- | ---------------------------------------- |
| im Rothofener Wald am Waldweg von Mühlendorf nach Gaustadt (Standort)                         | Steinkreuz                               | Sandstein, mit ungewöhnlich langem Kopfteil, auf der Vorderseite vier eingeritzte Kreuzzeichen, auf der Rückseite ein eingeritztes Kreuz, auf der Oberseite eine napfartige Vertiefung | D-4-71-117-47 Wikidata | weitere Bilder                           |
| Kreuzstein (Standort)                                                                         | Bildstock                                | Sogenannte Metzgermarter, viereckiger Schaft, Aufsatz mit eingezogenem Rundbogenabschluss, bezeichnet mit „1565“                                                                       | D-4-71-117-22 Wikidata | weitere Bilder                           |
| Rothhof Kreuzstein (Standort)                                                                 | Kreuzstein                               | Sandstein, erhabenes lateinisches Kreuz mit kleinen griechischen Kreuzen oberhalb der Querbalken                                                                                       | D-4-71-117-46 Wikidata | weitere Bilder                           |
| Rothof 1 (Standort)                                                                           | Wohnhaus des Rothof                      | Zweigeschossiger Walmdachbau mit Ecklisenen aus Sandstein, um 1750, von Johann Küchel                                                                                                  | D-4-71-117-20 Wikidata | Wohnhaus des Rothof                      |
| Rothofäcker; Schulstraße, nördlich des Weilers, an der Abzweigung nach Weipelsdorf (Standort) | Altarbildstock, sogenannte Pfennigmarter | Aufsatz mit Muschelnische, darin Darstellung der Pietà, bekrönendes Eisenkreuz, barockisierende Neugestaltung 1890 durch Bildhauer Zimmermann                                          | D-4-71-117-23 Wikidata | Altarbildstock, sogenannte Pfennigmarter |

### Trosdorf
| Lage                                                                                 | Objekt                                     | Beschreibung                                                                                                  | Akten-Nr.              | Bild           |
| ------------------------------------------------------------------------------------ | ------------------------------------------ | --- | ---------------------- | -------------- |
| Nähe Trosdorfer Hauptstraße (Standort)                                               | Friedhofskreuz                             | Sandstein, historistisch, bezeichnet mit „1914“                                                               | D-4-71-117-41 Wikidata | weitere Bilder |
| Nähe Trosdorfer Hauptstraße, zwischen Trosdorfer Haupt- und Brunnenstraße (Standort) | Dachreiter vom ehemaligen Gemeindehaus     | Holzkonstruktion mit Zwiebelhaube, Schieferplatten, bezeichnet mit „1717“, museal aufgestellt                 | D-4-71-117-26 Wikidata | weitere Bilder |
| Trosdorfer Hauptstraße 2 (Standort)                                                  | Bildstock, sogenannte Waisenmarter         | Vierseitiger Aufsatz mit ausladendem Stufendach und Steinkreuz, 1727                                          | D-4-71-117-45 Wikidata | weitere Bilder |
| Trosdorfer Hauptstraße 26 (Standort)                                                 | Privatkapelle                              | Satteldachbau, neuromanisch, 1883; mit Ausstattung                                                            | D-4-71-117-25 Wikidata | weitere Bilder |
| Trosdorfer Hauptstraße 54 (Standort)                                                 | Katholische Kapelle Beatae Mariae Virginis | Saalbau mit Satteldach, Giebelreiter und eingezogenem Chor, Sakristeianbau, neugotisch, 1864; mit Ausstattung | D-4-71-117-24 Wikidata | weitere Bilder |
| Nähe Trosdorfer Hauptstraße (Standort)                                               | Kruzifix                                   | Wegkreuz, Kruzifix mit Corpus in Zinkguss, gestiftet von Johann Hümmer 1937                                   | D-4-71-117-49 Wikidata | weitere Bilder |

### Tütschengereuth
| Lage                                                                     | Objekt                                | Beschreibung | Akten-Nr.               | Bild           |
| ------------------------------------------------------------------------ | ------------------------------------- | --- | ----------------------- | -------------- |
| Kirchstraße 2 (Standort)                                                 | Katholische Filialkirche St. Wendelin | Saalbau mit Satteldach und Giebelreiter, bezeichnet mit „1788“, Erweiterung durch eingeschobenes Querhaus 1928 von Hans Krug; mit Ausstattung | D-4-71-117-27 Wikidata  | weitere Bilder |
| Nähe Tütschengereuther Hauptstraße; am westlichen Ortsausgang (Standort) | Kapelle                               | Bruchsteinmauerwerk aus Sandstein, Satteldach, ca. 1930                                                                                       | D-4-71-117-34 Wikidata  | weitere Bilder |
| Schloßhof 3 (Standort)                                                   | Ehemaliges Schloss, jetzt Wirtshaus   | Zweigeschossiger Mansardwalmdachbau mit Ecklisenen, Mitte 18. Jahrhundert                                                                     | D-4-71-117-29 Wikidata  | weitere Bilder |
| Schloßhof 3 (Standort)                                                   | Stadel                                | Sandsteinquader, verputzt, Mansardwalmdach, 18. Jahrhundert                                                                                   | D-4-71-117-29           | weitere Bilder |
| Schloßhof 9 (Standort)                                                   | Heiligenhäuschen mit Lourdesmadonna   | Giebeldach mit Ziegeln, um 1900 | D-4-71-117-28 Wikidata  | weitere Bilder |
| Straßäcker; östlich des Ortes an der Straße nach Trosdorf (Standort)     | Kruzifix                              | Bezeichnet mit „1931“ | D-4-71-117-42 Wikidata  | weitere Bilder |
| Tütschengereuther Hauptstraße 12 (Standort)                              | Hofeinfahrt                           | Verputzte Backsteinpfosten mit Kugelaufsatz aus Sandstein, barock                                                                             | D-4-71-117-32 Wikidata  | weitere Bilder |
| Tütschengereuther Hauptstraße 12 (Standort)                              | Heiligenhäuschen                      | Giebeldach mit Ziegeln, in die Gartenmauer eingelassen; 18. Jahrhundert                                                                       | D-4-71-117-32 zugehörig | weitere Bilder |
| Tütschengereuther Hauptstraße 27 (Standort)                              | Kleinbauernhaus                       | Eingeschossiger, traufständiger Satteldachbau, verputzt, um 1800, verändert                                                                   | D-4-71-117-33 Wikidata  | weitere Bilder |

### Weipelsdorf
| Lage                                                   | Objekt                     | Beschreibung | Akten-Nr.               | Bild                |
| ------------------------------------------------------ | -------------------------- | --- | ----------------------- | ------------------- |
| Dorfseestraße 14 (Standort)                            | Katholische Kapelle        | Saalbau mit dreiseitig geschlossenem Chor und Sakristeianbau, Walmdach und Giebelreiter mit Zwiebelhaube, von Willhelm Wehner, bezeichnet mit 1922; mit Ausstattung | D-4-71-117-35 Wikidata  | Katholische Kapelle |
| Dorfseestraße 19 (Standort)                            | Bauernhaus                 | Zweigeschossiger Walmdachbau, Fachwerkobergeschoss, Erdgeschoss massiv verändert, 18./19. Jahrhundert                                                               | D-4-71-117-36 Wikidata  | BW                  |
| Forststraße 2, an der Straße nach Bischberg (Standort) | Kruzifix                   | Zweite Hälfte 19. Jahrhundert | D-4-71-117-37           | BW                  |
| Forststraße 12 (Standort)                              | Städtische Forstverwaltung | Forsthaus, zweigeschossiger Walmdachbau mit Dachaufbau in Form eines Satteldachhauses und Ziergiebeln; 1899 von Jakob Erlwein                                       | D-4-71-117-39 Wikidata  | BW                  |
| Forststraße 12 (Standort)                              | Städtische Forstverwaltung | Torbau, zweigeschossig, massiv und verputzt, Dach mit Ziergiebel und Krüppelwalm; 1899 von Jakob Erlwein                                                            | D-4-71-117-39 zugehörig | BW                  |
| Forststraße 12 (Standort)                              | Städtische Forstverwaltung | Schuppen, verputzt, Satteldach; 1899 von Jakob Erlwein | D-4-71-117-39 zugehörig | BW                  |

## Ehemalige Baudenkmäler
In diesem Abschnitt sind Objekte aufgeführt, die früher einmal in der Denkmalliste eingetragen waren, jetzt aber nicht mehr. Objekte, die in anderem Zusammenhang also z. B. als Teil eines Baudenkmals weiter eingetragen sind, sollen hier nicht aufgeführt werden. Aktennummern in diesem Abschnitt sind ehemalige, jetzt nicht mehr gültige Aktennummern.

| Lage                                     | Objekt        | Beschreibung                                                            | Akten-Nr.              | Bild |
| ---------------------------------------- | ------------- | ----------------------------------------------------------------------- | ---------------------- | ---- |
| Tütschengereuth Zollnerhof 10 (Standort) | Wohnstallhaus | Eingeschossiger, giebelständiger Satteldachbau, um 1800                 | D-4-71-117-31 Wikidata | BW   |
| Tütschengereuth Zollnerhof 10 (Standort) | Stadel        | Bruchsteinmauerwerk, verputzt, Satteldach, erste Hälfte 18. Jahrhundert | D-4-71-117-31 Wikidata | BW   |